# Ratpenat orellut de Nicéforo
El ratpenat orellut de Nicéforo (Trinycteris nicefori) és una espècie de ratpenat que viu a Centreamèrica, des del sud de Mèxic fins a Panamà, al nord de Colòmbia, a Veneçuela, a Guyana, a la conca amazònica del Brasil, al Perú i a Trinitat i Tobago. Fou anomenat en honor del religiós i naturalista colombià d'origen francès Nicéforo María.